# Jeff Bryant
Jeffrey Dwight Bryant (Atlanta, 22 maggio 1960) è un ex giocatore di football americano statunitense che ha giocato nel ruolo di defensive tackle per tutta la carriera con i Seattle Seahawks della National Football League (NFL). Fu scelto nel corso del primo giro (6º assoluto) del Draft NFL 1982 dai Seahawks. Al college giocò a football coi Clemson Tigers.

## Carriera professionistica
Bryant fu scelto come sesto assoluto nel Draft 1982 dai Seattle Seahawks. Con essi disputò tutte le sue dodici stagioni per un totale di 175 partite. La sua miglior stagione fu quella del 1984 in cui in 16 gare mise a segno 14,5 sack e l'unico intercetto in carriera. Si ritirò dopo la stagione 1993.

## Vittorie e premi
- Campione NCAA (1981)
- Steve Largent Award (1992)
- 50 migliori giocatori del 50º anniversario dei Seahawks

## Statistiche
| Partite totali | 175  |
| Sack           | 63,0 |
| Intercetti     | 1    |